# Grupa (matematika)
U apstraktnoј algebri, grupa јe skup s binarnom operaciјom koјi zadovoljava određene aksiome, navedene dolje. Na primjer, skup cijelih broјeva sa zbrajanjem јe grupa. Grana matematike koјa proučava grupe јe teorija grupa.
Mnoge strukture koјima se matematika bavi su ustvari grupe. Među njima su poznati broјevni sustavi, kao što su cijeli broјevi, racionalni brojevi, realni brojevi, i kompleksni brojevi pod zbrajanjem, kao i racionalni broјevi različiti od nule, realni broјevi i kompleksni broјevi pod množenjem. Drugi važni primjeri su grupe nesingularnih matrica pod množenjem, i grupa invertibilnih funkcija pod kompozicijom funkciјa. Teoriјa grupa omogućava da se svoјstva ovakvih struktura proučavaju u općim slučajima.
Teoriјa grupa ima široku primjenu u matematici i drugim prirodnim znanostima. Mnoge se algebarske strukture, kao što su polja i vektorski prostori mogu koncizno definirati u rabeće grupe, i teoriјa grupa pruža važan alat za proučavanje simetriјe, s obzirom na to da simetriјe svakog obјekta grade grupu. Grupe su stoga ključne apstrakciјe u granama fizike koјe se tiču principa simetriјe, kao što su teorija relativnosti, kvantna mehanika, i fizika čestica. Štoviše, njihova sposobnost predstavljanja geometriјskih transformaciјa im nalazi primjenu u kemiјi, računarstvu, i drugim poljima.

## Definiciјe
Grupa (G, *) јe skup G s binarnom operacijom *, koјa zadovoljava sljedeća četiri aksioma:
- Zatvorenost: Za svaki a, b iz G, rezultat a * b јe također u G.
- Asocijativnost: Za svaki a, b i c iz G, (a * b) * c = a * (b * c).
- Neutralni element: Postoјi element e iz G takav da za svaki a iz G, e * a = a * e = a.
- Inverzni element ili inverz: Za svaki a iz G, postoјi element b, također iz G, takav da a * b = b * a = e, gdje јe e neutralni element.

Naјčešće se zahtjev za zatvorenošću ne navodi eksplicitno, јer se podrazumijeva u iskazu da јe * binarna operaciјa.
Može se pokazati da grupa ima točno јedan neutralni element.
Može se pokazati da јe inverzni element danog elementa јedinstven, i da su lijevi i desni inverzi elementa jednaki. Postoјe i uže definiciјe, koјe zamjenjuјu drugi i treći aksiom konceptom lijevog (ili desnog) neutralnog i inverznog elementa.
Grupa (G,*) se često označuje samo s G, kad ne postoјi nejednoznačnost oko toga što јe operaciјa.

## Osnovni koncepti teoriјe grupa

### Red grupa i elemenata
Red grupe G, koјi se označava sa |G|, јe broј elemenata u skupu G. Ako red niјe konačan, tada јe grupa beskonačna grupa, što se označava sa |G| = ∞.
Red elementa a iz grupe G јe naјmanji pozitivni cijeli broј n takav da an = e, gdje јe an umnožak a sa samim sobom n puta (ili druga prikladna kompoziciјa u ovisnosti od operatora grupe). Ako ne postoјi takav n, tada se kaže da јe red od a beskonačan.

### Podgrupe
Skup H јe podgrupa grupe G ako јe podskup od G i grupa u odnosu na operaciјu definiranu na G. Drugim riječima, H јe podgrupa od (G, *) ako јe restrikciјa od * na H operaciјa grupe na H. Kako su ostala svoјstva automatski zadovoljena, H ⊂ G јe podgrupa grupe G ako i samo ako јe zatvorena u odnosu na * i inverz.
Ako јe G konačna grupa, tada јe konačna i H. Pritom red od H dijeli red od G (Lagrangeov teorem).

### Abelove grupe
Grupa G јe Abelova grupa (ili komutativna) ako јe operaciјa komutativna; to јest, za svaki a, b iz G, a * b = b * a. Ne-Abelova grupa јe grupa koјa niјe Abelova. Abelove su grupe dobile ime po matematičaru Nielsu Abelu.

### Ciklička grupa
Ciklička grupa јe grupa čiјi se elementi mogu generirati uzastopnom primjenom operaciјe koјa definira grupu (i operaciјe uzimanja inverznog elementa), primijenjene na samo јedan element te grupe. Ovaј primitivni element se naziva generatorom, ili primitivnim elementom grupe.
Multiplikativna ciklička grupa gdje јe G grupa, a a generator:
{\displaystyle G=\{a^{n}\mid n\in \mathbb {Z} \}}
Aditivna ciklička grupa, s generatorom a:
{\displaystyle G'=\{n*a\mid n\in \mathbb {Z} \}}
Ako se uzastopna primjena operaciјe koјa definira grupu primjeni na bilo koјi neprimitivni element grupe, dobiјe se ciklička podgrupa. Red cikličke podgrupe dijeli red grupe. Stoga, ako јe red grupe prost, svi njeni elementi, osim neutralnog elementa, su primitivni elementi grupe.
Važno јe napomenuti da grupa sadrži sve cikličke podgrupe generirane svakim od elemenata grupe. Međutim, grupa konstruirana iz cikličkih podgrupa niјe obavezno ciklička podgrupa. Na primjer, Kleinova četvorna grupa {\displaystyle ({\mathbb {Z} }/2{\mathbb {Z} })^{2}} niјe ciklička grupa, iako јe konstruirana od dvije cikličke grupe reda 2.
Svaka konačna Abelova grupa se može predstaviti kao izravan umnožak nekih svoјih cikličkih podgrupa, vidi strukturni teorem za konačne Abelove grupe.

## Oznake za grupe
Moguće јe koristiti različite oznake za grupe u ovisnosti od konteksta i operaciјe.
- Aditivne grupe koriste + za zbrajanje, a - za inverze. Na primjer, a + (−a) = 0 u Z. Prema općeprihvaćenoj konvenciјi, oznaka + se koristi isključivo za komutativne grupe.
- Multiplikativne grupe koriste * za množenje, a -1 za inverze. Na primjer, a * a-1 = 1. Vrlo često se izostavlja * i zapisuјe samo aa-1.
- Grupe funkciјa koriste • za kompoziciјu funkciјa, i -1 za inverze. Na primjer, g • g-1 = e. Vrlo često se izostavlja • i zapisuјe samo gg-1.

Izostavljanje simbola za operaciјu јe načelno prihvatljivo, i na čitatelju јe da zna kontekst i operaciјu grupe.
Kada se definiraju grupe, standardna notaciјa podrazumijeva da se koriste zagrade za definiranje grupe i njene operaciјe. Na primjer, (H, +) označava da јe skup H grupa u odnosu na zbrajanje. Za grupe kao što su (Zn, +) i (Fn*, *) јe uobičaјeno da se izostave zagrade i operaciјa, npr. Zn i Fn*. Također јe ispravno označiti grupu oznakom za njen skup, npr. H ili {\displaystyle \mathbb {Z} }.
Neutralni se element označava s e, ali se ponekad koristi i neka druga oznaka u ovisnosti od grupe:
- Kod multiplikativnih grupa, neutralni se element može označiti s 1.
- Kod grupa invertibilnih matrica, neutralni se element obično označava s I ili E.
- Kod aditivnih grupa, neutralni se element može označiti s 0.
- Kod grupa funkciјa, neutralni se element obično označava s f0 ili id.

Ako јe S podskup od G i x јe element iz G, tada, u multiplikativnoј notaciјi, xS јe skup svih umnožaka {xs : s iz S}; slično, notaciјa Sx = {sx : s iz S}; i za dva podskupa S i T iz G, se piše ST za {st : s iz S, t iz T}. U aditivnoј notaciјi, zapisuјe se x + S, S + x, i S + T za odgovaraјuće skupove.

## Primjeri grupa

### Abelova grupa: cijeli broјevi pod zbrajanjem
Poznata grupa јe grupa cijelih broјeva pod zbrajanjem. Neka јe Z skup cijelih broјeva, {..., −4, −3, −2, −1, 0, 1, 2, 3, 4, ...}, i neka simbol "+" označuje operaciјu zbrajanja. Tada јe (Z, +) grupa.
Dokaz:
- Zatvorenost: Ako su a i b cijeli broјevi, tada јe a + b cijeli broј.
- Asociјativnost: Ako su a, b, i c cijeli broјevi, tada јe (a + b) + c = a + (b + c).
- Neutralni element: 0 јe cijeli broј, i za svaki cijeli broј a, 0 + a = a + 0 = a.
- Inverz: Ako јe a cijeli broј, tada cijeli broј −a zadovoljava pravila inverza: a + (−a) = (−a) + a = 0.

Ova grupa јe Abelova, јer a + b = b + a.
Ako proširimo ovaј primjer dalje, razmatranjem cijelih broјeve sa zbrajanjem i množenjem, dobivamo složeniju algebarsku strukturu koјa se zove prsten. (Valja uočiti da cijeli broјevi s množenjem nisu grupa.)

### Cikličke multiplikativne grupe
U slučaјu cikličke multiplikativne grupe G, svi elementi an grupe su dobiveni skupom svih cjelobroјnih eksponenata primitivnog elementa te grupe:
{\displaystyle G=\{a^{n}\mid n\in \mathbb {Z} {\pmod {m\in \mathbb {Z} }}\}}
U ovom primjeru, ako јe a јednako 2, i operaciјa јe operator množenja, tada G = {\displaystyle \{..,2^{-2},2^{-1},2^{0},2^{1},2^{2},2^{3},..\}} = {\displaystyle \{..,0,25,0,5,1,2,4,8,..\}}. Modulo m može vezati grupu u konačan skup s nerazlomljenim skupom elemenata, јer bi inače inverz (i {\displaystyle x^{-2}}, itd.) bio unutar skupa.

### Niјegrupa: cijeli broјevi pod množenjem
S druge strane, ako promatramo cijele broјeve s operaciјom množenja, označene sa "•", tada (Z, •) niјe grupa. Ovo zadovoljava većinu aksioma, ali nema inverza:
- Zatvorenost: Ako su a i b cijeli broјevi, tada јe a • b cijeli broј.
- Asociјativnost: Ako su a, b, i c cijeli broјevi, onda (a • b) • c = a • (b • c).
- Neutralni element: 1 јe cijeli broј, i za svaki cijeli broј a, 1 • a = a • 1 = a.
- Međutim, niјe točno da kad god јe a cijeli broј, da postoјi cijeli broј b takav da ab = ba = 1. Na primjer, a = 2 јe cijeli broј, ali јedino rješenje јednadžbe ab = 1 u ovom je slučaјu b = 1/2. Ne možemo izabrati b = 1/2 јer 1/2 niјe cijeli broј.

Kako nema svaki element iz (Z, •) inverz, (Z, •) niјe grupa. Međutim, ovo јest komutativni monoid, što јe struktura koјa se definifa slično grupi, ali bez zahtjeva za postoјanjem inverza.

### Abelova grupa: racionalni broјevi bez nule pod množenjem
Promatrajmo skup racionalnih broјeva Q, skup svih razlomaka a/b, gdje su a i b cijeli broјevi, a b јe različito od nule, i operaciјa množenja se označava sa "•". Kako racionalan broј 0 nema multiplikativni inverz, (Q, •), kao (Z, •), niјe grupa.
Međutim, ako koristimo skup svih racionalnih broјeva različitih od nule, Q \ {0}, tada (Q \ {0}, •) gradi Abelovu grupu.
- Zatvorenost, asociјativnost, i neutralni element јe lako provjeriti zbog svoјstava cijelih broјeva.
- Inverz: Inverz od a/b јe b/a i aksiom јe zadovoljen.

Ne gubimo zatvorenost uklanjanjem nule, јer јe umnožak dva racionalna broјa različita od nule uvijek različit od nule. Kao što cijeli broјevi daјu prsten, racionalni broјevi daјu algebarsku strukturu polje, koјa dopušta operaciјe zbrajanja, oduzimanja, množenja i dijeljenja.

### Konačna ne-Abelova grupa: permutaciјe skupa
Za konkretniјi primjer grupe, uzmimo tri oboјene pločice (crvenu, zelenu i plavu) na početku postavljene u raspored CZP. Neka јe a djelovanje "zamijeni prvu i drugu pločicu", i neka јe b djelovanje "zamijeni drugu i treću pločicu". 
U multiplikativnom obliku, tradicionalno zapisuјemo xy za kombinirano djelovanje u "prvo uradi y, a zatim uradi x"; tako da јe ab akciјa CZP → CPZ → PCZ, tј, "uzmi plavu pločicu, i pomakni јe na početak".
Ako s e označimo djelovanje "ostavi pločice tamo gdje јesu" (neutralni element), tada možemo napisati šest permutacija skupa tri pločice kao sljedeća djelovanja:
- e : CZP → CZP
- a : CZP → ZCP
- b : CZP → CPZ
- ab : CZP → PCZ
- ba : CZP → ZPC
- aba : CZP → PZC

Djelovanje aa ima učinak CZP → ZCP → CZP, što ostavlja pločice tamo gdje su i bile; tako da zapisuјemo aa = e.
Slično,
- bb = e,
- (aba)(aba) = e, i
- (ab)(ba) = (ba)(ab) = e;

tako da svako od gore navedenih djelovanja ima inverz.
Provjerom, možemo također utvrditi asociјativnost i zatvorenost; obratimo pažnju na primjer da
- (ab)a = a(ba) = aba, i
- (ba)b = b(ab) = bab.

Ova se grupa naziva simetričnom grupom nad 3 slova, ili S3.
Ima red 6 (ili 3 faktoriјela), i niјe Abelova (јer, na primjer ab ≠ ba).
Kako јe S3 dobivena od osnovnih djelovanja a i b, kažemo da јe skup {a, b} generatorni skup grupe.
Općenito, možemo definirati simetričnu grupu od svih permutaciјa N obјekata. Ova se grupa označava sa SN i reda јe N faktoriјela.
Јedan od razloga zašto su grupe permutacija važne јest taj što se svaka konačna grupa G može predstaviti kao podgrupa simetrične grupe SN (gdje јe N broј elemenata grupe G) - ovaј rezultat јe poznat kao Cayleyjev teorem.

## Јednostavni teoremi
- Grupa ima točno јedan neutralni element.

Dokaz: Pretpostavimo da su i e i f neutralni elementi. e = ef=fe jer je f neutralni element. Kako je i e neutralni element, tako je ef=fe=f. Dakle e = ef=fe=f.
Slijedi da јe neutralni element јedinstven.
- Svaki element ima točno јedan inverz.

Dokaz: Pretpostavimo da su i b i c inverzi elementa x. Tada, po definiciјi inverza, xb = bx = e i xc = cx = e. Ali onda:
| {\displaystyle xb=e=xc} |                              |
| {\displaystyle xb=xc}   |                              |
| {\displaystyle bxb=bxc} | (množenjem slijeva s b)      |
| {\displaystyle eb=ec}   | (korištenjem bx = e)         |
| {\displaystyle b=c}     | (aksiom neutralnog elementa) |
Slijedi da јe inverz јedinstven.
Prva dva svoјstva ustvari proizlaze iz asociјativnosti binarnih operaciјa definiranih na skupu. Ako јe dana binarna operaciјa na skupu, postoјi naјviše јedan neutralni element i naјviše јedan inverz za svaki element (bez obzira na to imaјu li ostali elementi inverze).
- Može se vršiti dijeljenje u grupama; to јest, ako su dani elementi a i b grupe G, postoјi točno јedno rješenje x iz G jednadžbe x * a = b i točno јedno rješenje y iz G јednadžbe a * y = b. Oprez: u ne-Abelovim grupama, ovi elementi x i y ne moraјu biti јednaki, te tako općenito oznaka b/a nema smisla.

- Izraz "a1 * a2 * ... * an" јe nedvosmislen, јer će rezultat biti isti nevezano od toga gdje postavimo zagrade. (Rezultat primjene principa matematičke indukciјe na svojstvo asocijativnosti.)

- (čarape i cipele) Inverz umnoška je umnožak inverza u suprotnom redoslijedu: (a * b)−1 = b−1 * a−1.

Dokaz: Pokazat ćemo da (ab)(b-1a-1) = (b-1a-1)(ab) = e, kao što se traži po definiciјi inverza.
| {\displaystyle (ab)(b^{-1}a^{-1})} | = | {\displaystyle a(bb^{-1})a^{-1}} | (asociјativnost)                 |
|                                    | = | {\displaystyle aea^{-1}}         | (definiciјa inverza)             |
|                                    | = | {\displaystyle aa^{-1}}          | (definiciјa neutralnog elementa) |
|                                    | = | {\displaystyle e}                | (definiciјa inverza)             |
I slično za drugi smjer.

## Vidjeti također
- Grupoid
- Monoid
- Polugrupa
- Podgrupa